# Frank Airey
Frank Airey (* 3. Oktober 1887 in Gainsborough; † 1948) war ein englischer Fußballspieler.

## Karriere
Der Torhüter kam 1905 vom lokalen Klub Trinity Institute zu Gainsborough Trinity, die der Football League Second Division angehörten. Nachdem aus den ersten sieben Spielen der Saison 1905/06 dem Klub kein Sieg gelungen war, ersetzte Airey im Oktober 1905 für die Ligapartien gegen Hull City (Endstand 0:2) und Lincoln City (Endstand 2:3) den Stammtorhüter Jim Bagshaw. Anschließend musste er sich für den restlichen Saisonverlauf wieder mit Einsätzen im Reserveteam in der Midland League begnügen, das am Saisonende den 16. Tabellenrang bei 18 Mannschaften belegte.
Im Sommer 1906 schloss er sich dem ebenfalls in der Midland League spielenden Klub FC Newark an. Bei Newark stand er regelmäßig im Tor, die Abwehrreihe bildeten zumeist James Kirk und William McMillan. Im November 1906 schrieb ihm der Sheffield Daily Telegraph trotz einer 0:10-Niederlage gegen die Reserve von Manchester United „wirklich herausragendes Torhüterspiel“ zu, das „unzweifelhaft die Besonderheit des Spiels war.“ Ende Dezember 1906 verspätete er sich bei einem Spiel bei Rotherham Town und kam erst im Laufe der ersten Halbzeit hinzu, seine Mannschaft begann die Partie mit neun Spielern. Auch bei einer 1:2-Niederlage im April 1907 gegen die Reserve von Lincoln City fand die Presse einhellig lobende Worte. So vermerkte der Lincolnshire Chronicle: „Das Torhüterspiel von Airey für Newark entlockte Bewunderung, und wäre er nicht gewesen, der Endstand wäre ein hoher gewesen“ und der Lincolnshire Echo hob seine „Hartnäckigkeit“ und „rühmenswerte Paraden“ hervor. Am Saisonende stand das Team auf dem siebten Tabellenplatz von 20 Mannschaften.
Nach einer Spielzeit kehrte er im Sommer 1907 als Ersatztorhüter hinter Bagshaw zu Gainsborough Trinity zurück. Weitere Einsätze in der Football League schlossen sich nicht an, bis Jahresende 1907 findet sich sein Name noch regelmäßig in Aufstellungen des Reserveteams.